# Arrondissement Confolens
Das Arrondissement Confolens ist eine Verwaltungseinheit des Départements Charente in der französischen Region Nouvelle-Aquitaine. Unterpräfektur ist Confolens.
Es umfasst 138 Gemeinden aus vier Wahlkreisen (Kantonen). Der aktuelle Gebietszuschnitt ist das Ergebnis einer Verwaltungsreform, die am 1. Januar 2008 die Gemeinden der damaligen Kantone Aigre, Mansle, Ruffec und Villefagnan vom Arrondissement Angoulême zum ursprünglich nur aus 63 Gemeinden gebildeten Arrondissement Confolens übertrug und dadurch eine Ungleichheit in den Gebietszuschnitten und Bevölkerungszahlen der Arrondissements verkleinerte.

## Wahlkreise
- Kanton Boixe-et-Manslois
- Kanton Charente-Bonnieure
- Kanton Charente-Nord
- Kanton Charente-Vienne

## Gemeinden
| 1. Abzac (16001)                   | 2. Aigre (16005)                      | 3. Alloue (16007)                       | 4. Ambérac (16008)                   |
| 5. Ambernac (16009)                | 6. Anais (16011)                      | 7. Ansac-sur-Vienne (16016)             | 8. Aunac-sur-Charente (16023)        |
| 9. Aussac-Vadalle (16024)          | 10. Barbezières (16027)               | 11. Barro (16031)                       | 12. Beaulieu-sur-Sonnette (16035)    |
| 13. Benest (16038)                 | 14. Bernac (16039)                    | 15. Bessé (16042)                       | 16. Bioussac (16044)                 |
| 17. Brettes (16059)                | 18. Brigueuil (16064)                 | 19. Brillac (16065)                     | 20. Cellefrouin (16068)              |
| 21. Cellettes (16069)              | 22. Chabanais (16070)                 | 23. Chabrac (16071)                     | 24. Champagne-Mouton (16076)         |
| 25. Charmé (16083)                 | 26. Chasseneuil-sur-Bonnieure (16085) | 27. Chassenon (16086)                   | 28. Chassiecq (16087)                |
| 29. Chenon (16095)                 | 30. Cherves-Châtelars (16096)         | 31. Chirac (16100)                      | 32. Condac (16104)                   |
| 33. Confolens (16106)              | 34. Coulonges (16108)                 | 35. Courcôme (16110)                    | 36. Couture (16114)                  |
| 37. Ébréon (16122)                 | 38. Empuré (16127)                    | 39. Épenède (16128)                     | 40. Esse (16131)                     |
| 41. Étagnac (16132)                | 42. Exideuil-sur-Vienne (16134)       | 43. Fontenille (16141)                  | 44. Fouqueure (16144)                |
| 45. Hiesse (16164)                 | 46. Juillé (16173)                    | 47. La Boixe (16393)                    | 48. La Chapelle (16081)              |
| 49. La Chèvrerie (16098)           | 50. La Faye (16136)                   | 51. La Forêt-de-Tessé (16142)           | 52. La Magdeleine (16197)            |
| 53. La Tâche (16377)               | 54. Le Bouchage (16054)               | 55. Le Grand-Madieu (16157)             | 56. Le Lindois (16188)               |
| 57. Le Vieux-Cérier (16403)        | 58. Les Adjots (16002)                | 59. Les Gours (16155)                   | 60. Les Pins (16261)                 |
| 61. Lésignac-Durand (16183)        | 62. Lessac (16181)                    | 63. Lesterps (16182)                    | 64. Lichères (16184)                 |
| 65. Ligné (16185)                  | 66. Londigny (16189)                  | 67. Longré (16190)                      | 68. Lonnes (16191)                   |
| 69. Lupsault (16194)               | 70. Lussac (16195)                    | 71. Luxé (16196)                        | 72. Maine-de-Boixe (16200)           |
| 73. Manot (16205)                  | 74. Mansle-les-Fontaines (16206)      | 75. Massignac (16212)                   | 76. Mazerolles (16213)               |
| 77. Montembœuf (16225)             | 78. Montjean (16229)                  | 79. Montrollet (16231)                  | 80. Mouton (16237)                   |
| 81. Mouzon (16239)                 | 82. Nanclars (16241)                  | 83. Nanteuil-en-Vallée (16242)          | 84. Nieuil (16245)                   |
| 85. Oradour (16248)                | 86. Oradour-Fanais (16249)            | 87. Paizay-Naudouin-Embourie (16253)    | 88. Parzac (16255)                   |
| 89. Pleuville (16264)              | 90. Poursac (16268)                   | 91. Pressignac (16270)                  | 92. Puyréaux (16272)                 |
| 93. Raix (16273)                   | 94. Ranville-Breuillaud (16275)       | 95. Roussines (16289)                   | 96. Ruffec (16292)                   |
| 97. Saint-Amant-de-Boixe (16295)   | 98. Saint-Christophe (16306)          | 99. Saint-Ciers-sur-Bonnieure (16307)   | 100. Saint-Claud (16308)             |
| 101. Saint-Coutant (16310)         | 102. Saint-Fraigne (16317)            | 103. Saint-Front (16318)                | 104. Saint-Georges (16321)           |
| 105. Saint-Gourson (16325)         | 106. Saint-Groux (16326)              | 107. Saint-Laurent-de-Céris (16329)     | 108. Saint-Martin-du-Clocher (16335) |
| 109. Saint-Mary (16336)            | 110. Saint-Maurice-des-Lions (16337)  | 111. Saint-Quentin-sur-Charente (16345) | 112. Saint-Sulpice-de-Ruffec (16356) |
| 113. Salles-de-Villefagnan (16361) | 114. Saulgond (16363)                 | 115. Sauvagnac (16364)                  | 116. Souvigné (16373)                |
| 117. Suaux (16375)                 | 118. Taizé-Aizie (16378)              | 119. Terres-de-Haute-Charente (16192)   | 120. Theil-Rabier (16381)            |
| 121. Tourriers (16383)             | 122. Turgon (16389)                   | 123. Tusson (16390)                     | 124. Val-de-Bonnieure (16300)        |
| 125. Valence (16392)               | 126. Ventouse (16396)                 | 127. Verdille (16397)                   | 128. Verneuil (16398)                |
| 129. Verteuil-sur-Charente (16400) | 130. Vervant (16401)                  | 131. Vieux-Ruffec (16404)               | 132. Villefagnan (16409)             |
| 133. Villejoubert (16412)          | 134. Villiers-le-Roux (16413)         | 135. Villognon (16414)                  | 136. Vitrac-Saint-Vincent (16416)    |
| 137. Vouharte (16419)              | 138. Xambes (16423)                   |                                         |                                      |

## Neuordnung der Arrondissements 2017

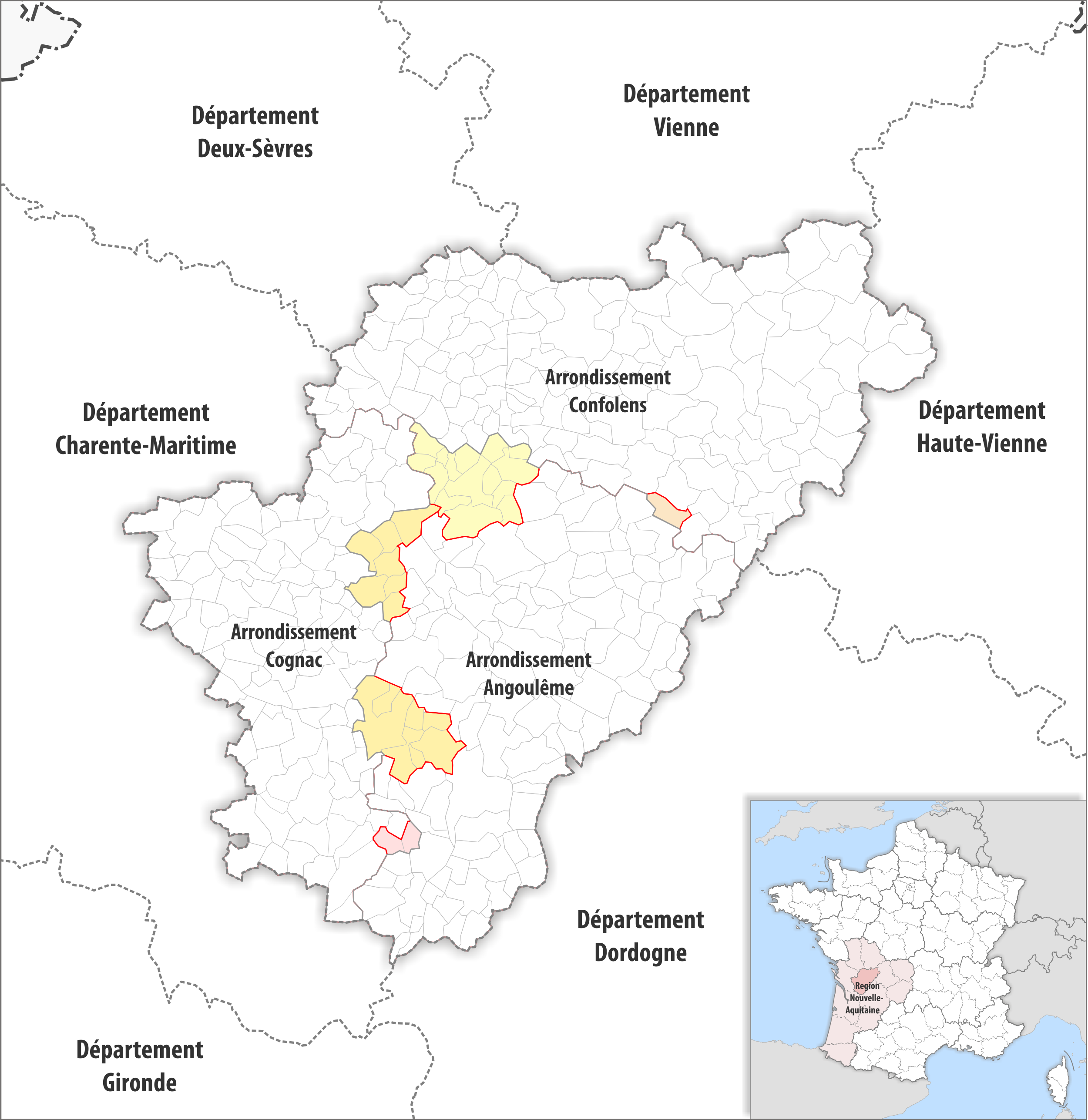
Arrondissementsanpassungen im Jahr 2017

Durch die Neuordnung der Arrondissements im Jahr 2017 wurde aus dem Arrondissement Angoulême die Fläche der 15 Gemeinden Ambérac, Anais, Aussac-Vadalle, Coulonges, La Chapelle, Maine-de-Boixe, Montignac-Charente, Nanclars, Saint-Amant-de-Boixe, Tourriers, Vars, Vervant, Villejoubert, Vouharte und Xambes dem Arrondissement Confolens zugewiesen.
Dafür wechselte vom Arrondissement Confolens die Fläche der Gemeinde Saint-Adjutory zum Arrondissement Angoulême.

## Ehemalige Gemeinden seit 2015
- Bis 2024: Aunac-sur-Charente, Moutonneau, Vars, Montignac-Charente
- Bis 2022: Fontclaireau, Mansle
- Bis 2018: Aigre, Villejésus, Courcôme, Tuzie, Villegats, Roumazières-Loubert, Genouillac, Mazières, La Péruse, Suris
- Bis 2017: Saint-Angeau, Sainte-Colombe, Saint-Amant-de-Bonnieure
- Bis 2016: Aunac, Bayers, Chenommet
- Bis 2015: Saint-Germain-de-Confolens